# Neoamerioppia sturmi
Neoamerioppia sturmi är en kvalsterart som först beskrevs av P. Balogh 1984.  Neoamerioppia sturmi ingår i släktet Neoamerioppia och familjen Oppiidae. Inga underarter finns listade i Catalogue of Life.